# Pneuma
Pneuma (πνεῦμα) est un mot du grec ancien pour « souffle », et dans un contexte religieux, pour « esprit » ou « âme »,. Ce terme a différentes significations pour les écrivains spécialisés dans le domaine médical ainsi que les philosophes de l'antiquité classique, notamment en ce qui concerne la physiologie. Il est également utilisé dans les traductions grecques de la Bible hébraïque et dans le Nouveau Testament grec pour l'hébreu ruah (רוח). En philosophie classique, il se distingue de la psyché ( ψυχή ), qui signifiait à l'origine « souffle de vie », mais est régulièrement traduit par « esprit » ou le plus souvent « âme ».

## Philosophie

### Présocratiques
Pneuma, « air en mouvement, souffle, vent » apparaît chez Anaximène où il tend à être synonyme de aer (ἀήρ , « air »), l'élément primordial d'où dérive tout le reste. Aétius indique ainsi que « souffle et air sont pour lui synonymes » après avoir rapporté la citation : « De même [...] que notre âme (psyché), qui est d'air (aer), nous soutient, de même le souffle (pneuma) et l'air enveloppent la totalité du monde ». Diogène d'Apollonie qui aurait reçu l'enseignement d'Anaximène reprend les mêmes conceptions. Bien que leurs conceptions n'utilisent pas encore pneuma dans un sens particulier ou de manière systématique, elles anticipent des développements à venir.

### Aristote
Le « souffle connaturel » (σύμφυτον πνεῦμα (symphuton pneuma)) ou inné, constitué d'un « air » chaud et mobile joue de nombreux rôles dans les textes biologiques d'Aristote. Physiologiquement, il est impliqué dans la préservation de la « chaleur vitale » nécessaire à la vie comme dans la théorie médicale hippocratique mais il est aussi une innovation par rapport au psychisme : le pneuma inné est produit par le cœur qui, chez Aristote, centralise la sensibilité et il est intermédiaire entre physique et psychique. Substance ténue, différent de l'air environnant, il serait d'une nature de type astral proche de l'élément feu, « chaleur du Soleil et celle des animaux » associés à un même caractère vital. Cette hypothèse ne se retrouve pas dans son ouvrage sur l'âme (De anima) mais elle aura une influence notable et se trouve bien mieux développée notamment chez les stoïciens.
Dans Le mouvement des animaux, Aristote explique en effet que tous les animaux possèdent « un souffle connaturel et qu'ils tiennent leur force de lui ». C'est un principe moteur de l'âme (psyché) articulé au mouvement par le désir (orexis). Comme avec un piston, « se comprimant et se dilatant [...] il est capable de tirer et pousser sous l'effet de la même cause ».
Il se transmet de génération en génération par le sperme, principe physique chargé de transmettre à la progéniture les capacités de locomotion et de sensations produites par l'âme du géniteur,.

### Stoïcisme
Dans la cosmologie stoïcienne, tout ce qui existe dépend de deux principes premiers qui ne peuvent être ni créés ni détruits : une matière première passive et inerte, et un logos ou raison divine, actif et organisateur qui agit de l'intérieur de la matière. Le cosmos est à l'image d'un être vivant, unitaire et doté d'une « âme » qui lui est propre. Les quatre éléments dérivent des principes et, à la suite de la médecine du temps, le stoïcisme les réparti en un couple passif, terre et eau, et un couple actif, feu et air.
Le pneuma est un mélange de feu et air, souffle chaud accompagnant toutes les manifestations de la vie et qui diffuse dans l'ensemble du cosmos stoïcien,. Chrysippe présente ainsi le pneuma comme le véhicule du logos dans la structuration de la matière, tant chez les animaux que dans le monde physique. À la fois semence et raison, il se déploie chez Zénon de Citium en « raisons spermatiques », sortes de principes « génétiques » qui dirigent le développement des êtres individuels,.
Dans sa forme la plus pure il peut être difficile de le distinguer du logos ou du « feu artiste » (pur technikon) qui entraîne la génération et la destruction cycliques du cosmos stoïcien.
Il existe ensuite une hiérarchie des « souffles » selon leurs proportion de feu et d'air. Trois degrés ou types de pneuma peuvent être distingués :
- le pneuma « hectique » (de hexis, ἓξισ) : l’hexis chez les Stoïciens correspond à un principe de cohésion, ce qui maintient ou tient les corps inorganiques et qui s'applique aux minéraux, bois ou même os. Il s'exprime de manière universelle associé à une force, le tonos, qui donne aux êtres leur unité, leur qualité propre[20]. Némésius au IVe siècle attribue le pouvoir du pneuma dans la pensée stoïcienne à son « mouvement de traction » ( tonicê kinêsis ), déterminant quantité et qualité en tant que séparant de l'extérieur, et donnant unité et substance en tant que tourné vers l'intérieur. Un individu est ainsi défini par l’équilibre de son pneuma interne, qui le maintient ensemble et le sépare également du monde qui l’entoure[18],[21];
- le pneuma physique (φύσισ, physis) : sous cette forme, il est principe de nutrition et de croissance comme dans l'âme végétative aristotélicienne, et se trouve chez tout ce qui « pousse », principalement les plantes mais aussi  cheveux ou ongles[19] ;
- le pneuma psychique (ψυχή, psyché) : plus rare et sec que le physique, il correspond à l'âme animale et permet la sensation et l'impulsion. Il est dit pénétrer tout le corps comme les tentacules d'une pieuvre et se diffuse par les artères[22]. C'est la forme que l'on retrouve dans la théorie d'Aristote de la transmission par le sperme[23]. Au niveau psyché, un degré particulier est défini pour l'âme rationnelle (psychê logikê) qui donne l'aptitude au jugement et n'est vraiment acquise que par l'adulte[24].

Il y a ainsi un développement des souffles qui assurent la cohésion, la croissance, la sensation et le mouvement, et finalement accèdent à la direction des choses à la manière d'une raison, procédé démiurgique où Dieu façonne l'univers de l'intérieur. De même au niveau individuel, l'embryon se nourrit par le cordon ombilical comme une plante, puis devient animal à la naissance quand le pneuma physique devient psychique tout cela par des processus « physico-chimiques » d'affinement, de refroidissement, de condensation des souffles.

## Médecine

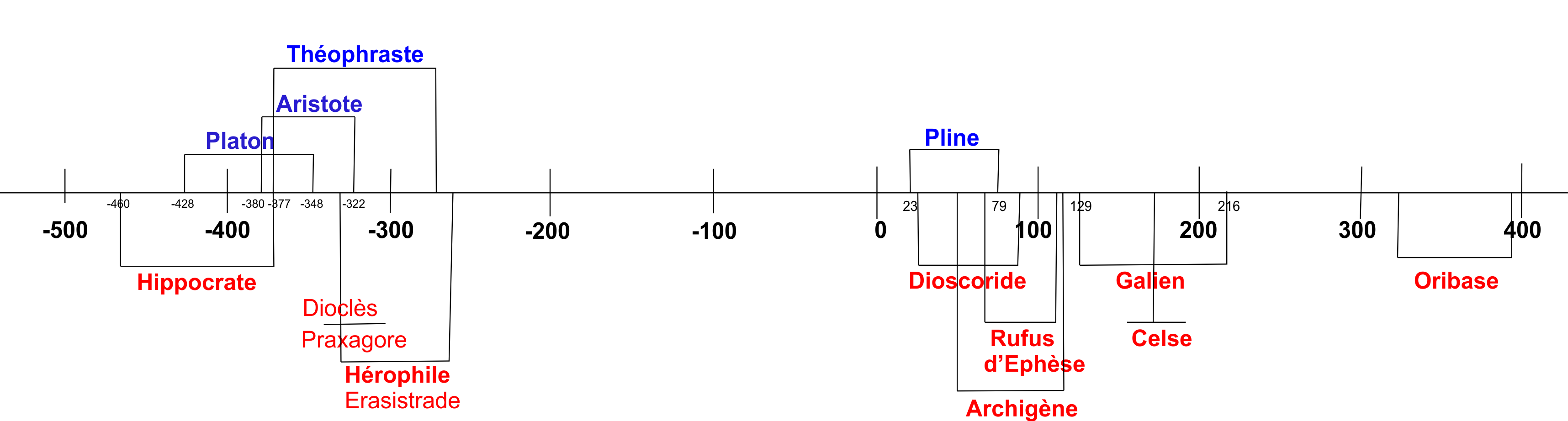
Chronologie

La question du souffle, du pneuma, apparaît tout naturellement dans la médecine par le simple constat quotidien de l'importance de la respiration pour le vivant. Sa place dans les modèles explicatifs varie cependant selon les écoles avec des influences réciproques entre médecins et philosophes, certains auteurs étant parfois les deux.

### Médecine hippocratique
La médecine hippocratique se voulait pragmatique et entendait laisser de côté les spéculations sur les principes premiers que l'on trouvait chez les philosophes. Sur des bases communes dans la pensée grecque du temps, les traités donnent néanmoins un rôle majeur au feu ou à la chaleur dans les causalité naturelles. Le vivant est ainsi d'abord associé à un feu ou une chaleur vitale reliée à la notion d'âme et qu'il s'agit d'entretenir. Cette chaleur fonctionnera en couple avec un élément froid ayant la double fonction de l'alimenter et de la modérer, le froid étant consommé par le chaud. Le pneuma intervient dans cette double fonction. C'est dans le traité Des vents du Corpus hippocratique qu'il est le plus mis en valeur : appelé « air » à l'extérieur du corps, « vent » à l'intérieur, il est l'aliment nécessaire du feu, l'auteur en faisant un élément essentiel à toute animation y compris celle des astres.
Il lui donne néanmoins un rôle secondaire sur la question psychique renvoyée à la qualité du sang alors que celui De la maladie sacrée, traitant de l'épilepsie, insistera au contraire sur des fonctions cognitives associées à l'air et au cerveau : « tout le corps participe à l'intelligence dans la proportion qu'il participe à l'air ; or pour l'intelligence le cerveau est le messager. Quand l'homme attire en lui le souffle, ce souffle arrive d'abord au cerveau, et c'est de cette façon que l'air se disperse dans le reste du corps, laissant dans le cerveau sa partie la plus active, celle qui est intelligente et connaissante. ».
Les divergences sur la question d'un « siège de l'esprit » se retrouvent ailleurs avec des hésitations entre cerveau, cœur ou simplement le sang, selon l'organe auquel est associé ce qui distribue la vie, c'est-à-dire mouvement et sensation. À noter que la conception hippocratique ne distingue pas explicitement entre fonction respiratoire et digestive, les deux participant d'une forme de « cuisine » où les aliments sont transformés et diffusent dans le corps entretenant l'équilibre des humeurs. Aristote fera la distinction, renvoyant la respiration à une simple fonction de refroidissement, critiquant l'idée d'un feu nourri par l'air et adoptant le cœur comme centre névralgique.

### Médecine hellénistique
Avec la médecine hellénistique, le pneuma acquiert un rôle central et est développé de manière systématique.
Pour Dioclès, à peu près contemporain d'Aristote, le pneuma n'est encore que d'intérêt limité. Il ne s'en préoccupe essentiellement que comme agent physiologique lié à l'air inspiré et participant au refroidissement, considérant les gaz digestifs comme nocif.
Avec Praxagoras et Hérophile, le pneuma est pleinement incorporé dans les explications et méthodes médicales. Il acquiert un rôle crucial dans le mouvement et la sensation, et peut-être aussi dans la cognition et d’autres activités intellectuelles bien qu'ils ne l'aient pas directement associé à l'âme en tant que telle. Cette importance croissante est liée aux évolutions de la connaissance biologique : Praxagoras a distingué les artères des veines et considéré que les premières servaient à la distribution du pneuma les pensant vides de sang, tandis qu'Hérophile faisait la même affirmation mais pour le système nerveux lors de sa découverte. Dans les deux cas, un rôle du pneuma se distinguait de celui du sang.
Érasistrate reprend la conception fondamentale d'Hérophile du pneuma comme médium de la perception, via les nerfs sensoriels, et du mouvement volontaire, via le reste du système nerveux périphérique, le faisant interagit directement avec les muscles en les gonflant, provoquant ainsi une contraction. Il associe des maladies comme la léthargie à une affection des méninges du cerveau perturbant la circulation du pneuma psychique. Tout comme ses deux prédécesseurs, ce pneuma psychique n'est cependant pas une théorie de l'âme au sens spirituel. Au niveau circulatoire, contrairement à Praxagoras et Hérophile, il ne relie pas le pouls à une contraction active des artères aspirant le pneuma mais bien aux contractions du cœur le distribuant.

### École pneumatique
L'école de médecine des pneumatiques (Πνευματικοί) est fondée à Rome par Athénée d'Attalie, au Ier siècle apr. J.-C. Contrairement aux autres courants de l'époque, ce nom ne fait référence ni à un fondateur, ni à une approche (Dogmatiques (en), Empiristes, Méthodistes) mais à son principe essentiel qu'est le pneuma.
Outre Athénée d'Attalie, seuls quatre médecins sont désignés comme explicitement pneumatistes par les sources :  Agathinos de Sparte (en), Hérodote, Magnus d'Éphèse et Archigène d'Apamée.
Dans ses travaux fondateurs, Max Wellmann (de) leur a adjoints d'autres noms qui lui semblait liés aux mêmes principes, s'efforçant de reconstruire les enseignements des pneumatiques malgré les lacunes des sources. Sa méthode donnait une cohérence à un ensemble de textes au prix de rapprochement discutables et il est parfois contesté que l'école ait été réellement autonome ou porteuse d'une doctrine unique, certains auteurs la renvoyant aux Dogmatiques tandis que Galien la qualifie aussi d'« épisynthétique » et d'« éclectique »,.
Wellmann retrouve la pensée stoïcienne dans tous les aspects des théories de l'école pneumatique et si cette idée est parfois reprise,, l'influence stoïcienne pourrait être plus floue. Les sources secondaires les associent aux stoïciens notamment par le fondateur de l'école disciple de Posidonius et des écrits pneumatistes ont bien du vocabulaire et des notions en commun avec eux, mais il reste peu clair s'ils se considéraient eux-mêmes comme particulièrement en lien avec ce courant philosophique, d'autres autorités telles qu'Hippocrate, Empédocle, Platon ou Aristote étant mentionnées.
Au niveau des notions médicales, le pneuma est considéré comme un cinquième élément (στοιχεῖον) associant du chaud et froid, imprégnant toute chose et central sur plusieurs aspects.
Physiologiquement, trois types de pneuma peuvent être distingués :
- un pneuma constitutionnel assure la cohésion et l'équilibre organique comme chez les Stoïciens, avec un aspect connaturel (σύμφυτον) et vital (ζωτικόν) s'étendant à la génération des êtres et leur croissance, principe de vie que l'on ne retrouve pas ainsi distingué chez les autres écoles[45] ;
- un pneuma plus « matériel » (ὑλικόν) correspondant à la circulation de l'air qui se fait par « transpiration » - diffusion par des pores - et respiration en lien avec l'environnement. Il est diffusé par le cœur et les artères rendant la question du pouls importante. Il participe de l'équilibre thermique mais son articulation exacte au pneuma constitutionnel reste flou dans les sources[46] ;
- un pneuma pathologique provoqué par une mauvaise digestion et provoquant divers symptômes[47].

Au niveau clinique, l'école considère le pneuma comme au cœur des maladies avec des conséquences au niveau diagnostic et thérapeutique donnant son originalité première à l'école. Pour eux, la maladie naît d'un déséquilibre, un mauvais mélange (δυσκρασία dyskrasia) du pneuma qui peut être diagnostiqué grâce au pouls et traité avec des éliminations du pneuma pathologique, en renouvelant  et ravivant le pneuma vital par divers procédés.

### Galénisme
Les traducteurs latins en on fait des pneuma des spiritus. La théorie pônée par les médecins de l’École d'Alexandrie (Hérophile et Érasistrate), notamment dans la version de Claude Galien (130-216 apr. J.-C.), a perduré jusqu’au XVIIIe siècle. Dans ce système, le corps se comprend comme un système hydraulique — les veines, les artères selon Anaximène et Aristote sont remplies d'air ; plus tard, les nerfs selon cette théorie seront creux — dans lequel circulent esprit vital (πνεῦμα ζωτικὸν / pneuma zootikon, localisé dans le cœur) ; esprit physique (πνεῦμα φυσικὸν / pneuma physikon, en latin « spiritus naturalis », localisé dans le foie) et esprit psychique (πνεῦμα ψυχικὸν / pneuma psychikon, en latin « spiritus animalis », localisé dans le cerveau). Le spiritus animalis est produit dans le cerveau via le rete mirabile par filtration ou distillation de l’esprit vital, puis distribué dans tout le corps par les nerfs.

## Spiritualité et théologie
Dans l'introduction de sa traduction des « Pensées pour moi-même » de Marc Aurèle , Maxwell Staniforth (en) pointe l'impact du stoïcisme sur le christianisme notamment sur la question de l'âme : 

« Un autre concept stoïcien qui a inspiré l'Église était celui de « l'Esprit divin ». Cléanthe, désireux de donner une signification plus explicite au « feu créateur » de Zénon, avait été le premier à trouver le terme pneuma , ou « esprit », pour le décrire. Comme le feu, cet « esprit » intelligent était imaginé comme une substance ténue semblable à un courant d'air ou à un souffle, mais possédant essentiellement la qualité de la chaleur ; il était immanent à l'univers en tant que Dieu et à l'homme en tant qu'âme et principe vivifiant. De toute évidence, il n'y a pas loin de là à l'« Esprit Saint » de la théologie chrétienne, le « Seigneur et Donateur de vie », visiblement manifesté sous forme de langues de feu à la Pentecôte et depuis lors associé – dans l'esprit chrétien comme dans l'esprit stoïcien – avec les idées de feu vital et de chaleur bienfaisante. »

— Maxwell Staniforth , Meditations (1964) 
Pneuma est en effet le terme grec utilisé pour traduire l'hébreu ruâh que l'on trouve du début à la fin de la Bible.
Il se distingue de  Nephesh traduit par psyché (ψυχη) qui renvoie plus à l'identité personnelle qu'au lien vital avec Dieu.
S'il y a des indications d'une influence stoïcienne chez les Pères de l'église, le mouvement général sera celui d'une « dématérialisation » plus proche de Platon, une spiritualisation de la notion la rapprochant du Dieu transcendant jusqu'au concept majeur de Saint-esprit (Ἅγιον Πνεῦμα (Hágion Pneûma) ou Πνεῦμα τὸ Ἅγιον (Pneûma tò Hágion)) qui donnera lieu à de nombreux débats dans la théologie chrétienne avec toute une pneumatologie.
Pour Gérard Verbeke (nl), « la religion judéo-chrétienne doit être considérée comme le facteur principal de l’évolution de la pneumatologie ancienne dans le sens du spiritualisme, parce qu’elle a appliqué le terme pneuma à la divinité transcendante et à l’âme immortelle, ce qui devait conduire logiquement à la spiritualisation de cette notion. Le platonisme de son côté a contribué à cette même évolution en ordre secondaire pour autant qu’il a aidé à dégager et à préciser le spiritualisme latent de la pneumatologie judéo-chrétienne. ».